# Ріка (іхтіологічний заказник)
Рі́ка — іхтіологічний заказник місцевого значення в Україні. Розташований у межах Іршавського району Закарпатської області, на схід/північний схід від села Бронька. Є місцем нересту і нагулу струмкової форелі. Потік оточений буковим лісом.
Площа 394 га. Статус надано згідно з рішеннями Закарпатського облвиконкому від 25.07.1972 року № 243, від 18.10.1983 року № 270, та від 23.10.1984 року № 253. Перебуває у віданні ДП «Довжанське ЛМГ» (Річанське лісництво, кв. 28, 29). 
Статус надано з метою охорони цінних лососевих видів риб, що водяться в річці Бронька та її притоках. Є місцем нересту і нагулу струмкової форелі. Потік оточений буковим лісом.
- Поруч розташований Річанський загальнозоологічний заказник.